# Eugène Philipps
Eugène Philipps és un sociolingüista alsacià. De jove fou incorporat a la força (malgré-nous) a la Wehrmacht i lluità al Front Rus fins que desertà poc abans d'acabar el conflicte. Ha treballat com a professor d'anglès a diverses entitats educatives d'Estrasburg. Membre del Cercle René Schickéle, s'ha especialitzat a investigar les relacions lingüístiques i frontereres en la història alsaciana. Des del 1968 ha donat més de 170 conferències, ha escrit articles a Le Nouvel Alsacien/Der Elsässer i el 1989 va rebre el Gran Premi René Schickéle.

## Obres
- Le pont / Die Brücke : la fin d'un cauchemar alsacien / das Ende eines elsässischen Alptraums (1991)
- Schicksal Elsaß. Krise einer Kultur und einer Sprache (1980)
- L'Alsace face à son destin (1978)
- L'Alsace (1982)
- L'Alsacien, c'est fini (1989)
- Une tragédie pour l'Alsace: l'Incorporation de force (1993)
- La crise de l'identité i Les luttes linguistiques en Alsace jusqu'e 1945 (1975)
- L'ambition culturelle de l'ALsace (1996)
- Comprendre l'Alsace (2002)